# Иоганн фон Посилге

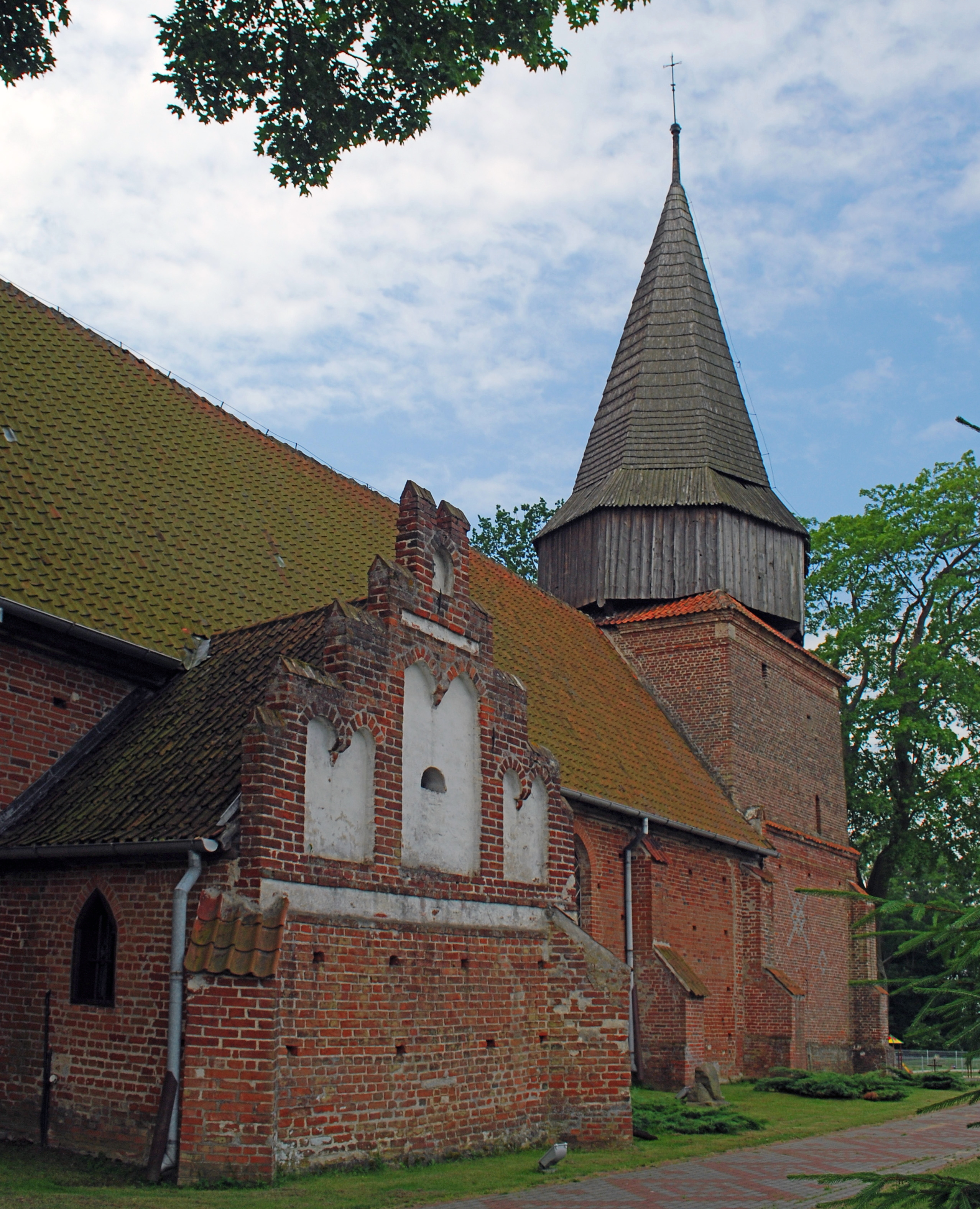
Костёл Святой Елизаветы Венгерской в Любишево (Поморское воеводство), 1341 г.

Иоганн фон Посилге, ранее известный также под именем Иоганна Линденблата (нем. Johann von Posilge, лат. Iohannes de Posilge; около 1340 — 14 или 19 июня 1405) — немецкий хронист и священник, судебный викарий епископа Помезании, автор «Хроники земли Прусской» (нем. Chronike des Landes von Prussin).

## Биография
С Иоганном Линденблатом (нем. Johannes Lindenblatt) его впервые отождествил хронист конца XV — начала XVI века Симон Грюнау, и лишь в 1827 году исследования прусского учёного-филолога Иоганнеса Фохта позволили устранить эту ошибку. Согласно другой гипотезе, Иоганн Линденблат был его переводчиком или продолжателем.
Родился он около 1340 года в прусской деревне Посилге, располагавшейся к востоку от Мариенбурга (совр. Жулавка Штумска, Поморское воеводство, Польша). Возможно, в 1360-х годах учился в Пражском университете; анализ текста его хроники показывает его всестороннюю образованность, особенно в области канонического права. 
В 1372—1374 годах он служил приходским священником в Дойч-Эйлау (совр. пол. Илава), затем пробстом епископа Помезании. В 1372 году выступал в качестве арбитра в земельном споре между епископом Вармии и Тевтонским орденом. В 1376 году упоминается в документах как исполняющий должности пробста в Ладекоппе (совр. пол. Любишево) и судебного викария Помезанской епархии в Ризенбурге (совр. пол. Прабуты).
В конце 1390-х годов, вероятно, ушёл на покой, занявшись историческими трудами. Согласно сохранившейся записи в некрологе, в которой не указывается полная дата, умер 14 июня, но 1405 года, или позднее, например, в 1409-м, вопрос об этом остаётся открытым.

## Сочинения
В своей «Хронике земли Прусской» (нем. Chronik des Landes Preussen) подробно описал события, происходившие во владениях, подвластных Тевтонскому ордену, и соседних землях с 1360 года. «Хроника» является одним из важнейших источников по орденской истории этого периода. После смерти автора она была переведена с латинского на немецкий и продолжена до 1420 года, возможно, Иоганном Реддинским (нем. Johann von Reddin), судебным викарием Помезанской епархии в 1411—1430 годах.
Помимо собственно прусских событий и орденских дел, Посилге уделяет внимание происходящему в соседних странах, в частности, Польше, Литве и Руси, в частности, кратко сообщает о Куликовской битве, вслед за Детмаром Любекским, ошибочно отождествляя её со сражением литовцев с татарами на Синей Воде (1362).
Источниками ему, помимо труда Детмара, вероятно, послужили хроники Петра Дуйсбургского, Николая фон Ерошина, несохранившиеся «Торуньские анналы братьев-миноритов» (лат. Annales Fratrum Minorum Thorunenses), доступные документы орденской и епископской канцелярий, а также собственные воспоминания.
Вероятно, Посилге не был этническим немцем, происходил из онемеченных пруссов и не испытывал к Тевтонскому ордену особого пиетета. Таким образом, историческое сочинение его является весьма заметным явлением на фоне традиционных для того времени панегирических произведений по отношению к крестоносцам.
Латинский оригинал хроники не сохранился, и четыре известные её манускрипта, датированные XV—XVI веками, три из которых хранятся в Берлинской государственной библиотеке, а четвёртый — в архиве Церкви Тевтонского ордена в Вене, содержат немецкий перевод с продолжением. Последний впервые был опубликован в 1823 году в Кёнигсберге Иоганнесом Фохтом и Фридрихом Вильгельмом Шубертом под заглавием Chronik Johannes von Pusilie Officials zu Riesenburg, а в 1866 году переиздан в Лейпциге в третьем томе сборника Scriptores rerum prussicarum под редакцией Макса Тёппена.

## Издания
- Jahrbücher Iohannes Lindenblatts oder Chronik Johannes von der Pusilie. Hrsg. von J. Voigt, F. W. Schubert. — Königsberg, 1823. — xxxiv, 407 s.
- Johanns von Posilge, Officials von Pomesanien, Chronik des Landes Preussen (von 1360 an, fortgesetzt bis 1419) zugleich mit den aus Preussen besuglichen Abschnitten aus der Chronik Detmar’s von Lubeck // Scriptores rerum Prussicarum. Hrsg. von T. Hirsch, M. Töppen, E. Strehlke. — Band 3. — Leipzig: Verlag von S. Hirzel, 1866. — S. 13-399.